# Alberto da Costa Pereira
Alberto da Costa Pereira (* 22. Dezember 1929 in Nacala, Portugiesisch-Ostafrika; † 25. Oktober 1990 in Lissabon) war ein portugiesischer Fußball-Torwart.
Der Sohn portugiesischer Kolonisten in Mosambik begann seine Karriere beim Verein Ferroviário in der Provinzhauptstadt Lourenço Marques, dem heutigen Maputo. Zur Saison 1954/55 zog er nach Portugal und wurde für die nächsten zwölf Jahre bis 1967 Torhüter von Benfica Lissabon.
Bei Benfica spielte der 1,88 m große Fußballer in der legendären Mannschaft, die 1961 und 1962 den Europapokal der Landesmeister gewann, zusammen mit Größen wie José Águas, Germano de Figueiredo, Mário Coluna und Eusébio. Außerdem trat er für die portugiesische Fußballnationalmannschaft an, für die er 22 Partien absolvierte. Sein erstes Spiel dort war der erste portugiesische Sieg gegen England (3:1) am 22. Mai 1955 in Porto. Zum letzten Mal im Nationalteam spielte er am 24. Januar 1965 bei einem 5:1 gegen die Türkei im ersten Qualifikationsspiel für die Fußball-Weltmeisterschaft 1966 in England, die er wegen schlechter Form verpasste.

## Erfolge
- Europapokal der Landesmeister (2): 1961, 1962
- Portugiesische Meisterschaft (7): 1954/55, 1959/60, 1960/61, 1962/63, 1963/64, 1964/65, 1966/67
- Portugiesischer Fußballpokal (5): 1955, 1957, 1959, 1962, 1964